# Paradosso temporale
Un paradosso temporale è un paradosso legato al tempo o all'ipotetica possibilità di viaggiare nel tempo, in violazione al principio di causalità.

## Fisica
Diversi paradossi temporali o per meglio dire spazio-temporali sono stati ipotizzati; riguardano eventi catastrofici nell'universo come l'esplosione di stelle o l'ingresso in un buco nero. Un tipico paradosso temporale è stato ipotizzato da Albert Einstein: se si potesse scattare da fermi e superare la velocità della luce, in un tempo indefinito potremmo vedere noi stessi mentre siamo ancora alla postazione di partenza. La scienza studia e si interroga ancora su quali possano essere gli effetti sulla realtà che conosciamo di grandi sconvolgimenti spazio temporali, ad esempio cosa si proverebbe entrando in un buco nero, dove lo spazio tempo è schiacciato su sé stesso come è attualmente il presente e il futuro che conosciamo.

### Paradosso del nonno
Anche senza aver la certezza che il viaggio nel tempo sia fisicamente possibile, il paradosso del nonno è esplorabile concettualmente. Si tratta di una contraddizione logica che nasce da una modifica degli eventi del passato (o del presente, o del futuro) rispetto a come si sono verificati in origine: se un evento è accaduto, non c'è possibilità che tale evento accada in maniera differente. Logicamente, quindi, cambiare il passato è una contraddizione e, nello specifico, cambiare il passato è impossibile. Ciò nonostante, è possibile teoricamente tornare nel passato ed uccidere il proprio nonno, ma nella pratica è una situazione assurda, perché, contemporaneamente:
- Ho ucciso mio nonno;
- Quindi non è più nato mio padre, quindi nemmeno io;
- Quindi, non essendo mai nato, io non esisto;
- Se non esisto, com'è possibile che sia riuscito a uccidere mio nonno?

Secondo la teoria del multiverso o delle linee temporali alternative ciò è però un problema inesistente in quanto durante un eventuale viaggio nel tempo non si viaggerebbe di fatto nel tempo ma tra gli universi. Con la differenza, però, che un universo è traslato temporalmente rispetto a quello di origine. Più chiaramente, a livello puramente concettuale, viaggiare indietro nel tempo significherebbe dover modificare il passato, ma di un universo differente: viaggiando indietro nel tempo, in quanto la modifica dell'attuale linea temporale di partenza (WL1) non può essere attuata, il viaggiatore verrebbe traslato in un universo differente con però un passato, nel medesimo punto rispetto alla WL1, differente.

## Finzione
Quello dei paradossi temporali è un tema tipico della narrativa fantascientifica (attualmente non è possibile farlo al livello illustrato in questa "narrativa", ma sono possibili rudimentali viaggi nel tempo). Sui paradossi temporali è basato il racconto Tutti voi zombie (...All You Zombies..., 1959) di Robert A. Heinlein, da cui è stato tratto il film Predestination di Michael e Peter Spierig (2014).
Un esempio di spiegazione del paradosso temporale può essere trovato nel film Ritorno al futuro e nel suo sequel in cui, secondo il dottor Emmett Brown, un paradosso temporale può formarsi quando qualcuno incontra il futuro o il passato se stesso. 
In The Time Machine (2002), liberamente tratto dal romanzo La macchina del tempo di H. G. Wells del 1895, il protagonista del film, tramite una macchina del tempo costruita apposta per salvare sua moglie dalla morte, scopre che paradossalmente non potrà mai salvarla perché, se lei non fosse morta, lui non avrebbe mai avuto la volontà di creare la macchina del tempo. Un paradosso temporale è presente anche nella trama di Harry Potter e il prigioniero di Azkaban, in cui Harry Potter e Hermione Granger salvano prima Sirius Black e l'ippogrifo e poi Potter salva se stesso tornando indietro nel tempo.
Un altro esempio, su cui si basa l'intera serie prodotta da Netflix, sono i loop e i paradossi temporali di Dark in cui, ad esempio, un personaggio è sia figlia che madre di sua madre in quanto dal futuro sua figlia è stata portata nel passato dove crescendo poi l'ha partorita.
Su un paradosso temporale, inoltre, è basato il film di Cristopher Nolan Interstellar, in cui il protagonista, entrando in un buco nero, riesce a viaggiare in un vero e proprio multiverso, cercando di cambiare alcuni eventi del passato per il bene dell'umanità.
Un altro celebre esempio di paradosso temporale si ha nel film Terminator. Nel film le macchine progettano di mandare un Terminator indietro nel tempo per uccidere colei che diventerà la madre del leader della resistenza umana nella guerra contro le macchine, John Connor. Connor, intuito il piano, si difende inviando il suo miglior amico a proteggere la sua giovane madre. Il suo amico finisce per innamorarsi della donna, diventando il padre di John Connor. Il paradosso sta nel fatto che se le macchine non avessero tentato di uccidere John, egli non sarebbe mai nato. Nel film è incluso un secondo paradosso: il Terminator inviato nel passato finisce con l'essere distrutto, i suoi rottami vengono rinvenuti e lo studio di tale tecnologia sarà fondamentale per sviluppare e creare Skynet e i robot della serie Terminator. Skynet non sarebbe mai stata creata se non fosse stato proprio Skynet a conquistare il mondo e inviare un Terminator indietro nel tempo per poi essere distrutto e portare alla creazione di Skynet stessa. Un paradosso di questo tipo viene comunemente chiamato paradosso ontologico ed è spesso causa di loop che coinvolge una situazione in cui un oggetto, una persona o un'informazione esistono senza un'origine chiara o senza una causa determinabile. In altre parole, un elemento del presente dipende dal suo stesso futuro, creando un ciclo causale senza un inizio definito. 
Una storia molto simile alla nascita di John Connor si ha nell'anime Dragon Ball Super. Trunks, uno dei personaggi principali, torna dal futuro per chiedere soccorso contro Black, un pericoloso nemico con le sembianze di Goku, il protagonista. Goku indaga sull'identità di questo nemico e finisce per imbattersi in Zamasu (un dio apprendista nel mondo di Dragon Ball), sfidandolo a duello. Ciò provoca l'ira di Zamasu e accresce il suo odio verso i mortali, portandolo a rubare il corpo di Goku e a seminare devastazione nel futuro di Trunks. Se Trunks non avesse cercato un modo per uccidere Black, Black non sarebbe mai nato (non è del tutto cosi in quanto trunks viene da un futuro parallelo e li si è creato black goku, nella linea temporale reale infatti zamasu viene cancellato da bills ma nel futuro di trunks black e zamasu sono ancora vivi e vegeti, proprio come John Connor). Questo esempio è molto esplicativo perché dimostra che concettualmente i paradossi non sussistono in un sistema a più linee temporali come è l'universo di Dragon Ball. Il doppio piano diacronico fa venir meno le falle logiche nel principio di causalità. Il loop viene spezzato creando una nuova linea temporale in cui Zamasu viene ucciso prima che possa portare a compimento il suo piano.
Un altro paradosso temporale legato al mondo degli anime è riscontrabile nel film Il ragazzo e l'airone di Hayao Miyazaki, dove alcuni dei personaggi principali, legati tra loro da rapporti di sangue, si ritrovano in un regno incantato da cui è possibile accedere a varie epoche, scoprendo così di essere gli uni discendenti degli altri, condizione che sembra resa possibile dal loro incontro in questa dimensione incantata.
L'espediente del paradosso temporale è stato sfruttato anche in alcuni franchise cinematografici per modificare la continuity della serie e creare una sorta di reboot. Esempi di questo tipo sono i film Star Trek e X-Men - Giorni di un futuro passato, in cui un viaggio nel tempo dei protagonisti porta alla creazione di una nuova situazione narrativa.

### Fumetti
- In molte storie a fumetti Disney i personaggi viaggiano nel tempo, e provocano paradossi temporali. Un esempio sono le avventure - pubblicate sul settimanale Topolino a partire dagli anni ottanta - in cui Topolino e Pippo, inviati nel passato dal Professor Zapotec e dal Professor Marlin per scoprire qualche mistero, involontariamente ne diventano la causa. I paradossi sono frequenti anche nei viaggi nel tempo compiuti dal personaggio di Paperinik nella serie PKNA (1996-2000).
- Nel manga Little Jumper le Time Jump permette di fare salti temporali
- Il manga Psyren è incentrato su dei salti temporali nel futuro.
- I viaggi nel tempo e i relativi paradossi sono comuni nei fumetti Marvel Comics. Nel relativo universo in realtà non è possibile modificare il flusso del tempo, e se un personaggio viaggia nel tempo e modifica un evento passato si crea una nuova realtà alternativa, che esiste parallelamente alla principale. Ogni realtà alternativa è identificata da un numero, ad esempio la realtà principale è chiamata Terra-616.

### Videogiochi
- Nel videogioco Day of the Tentacle (1993) della LucasArts, la risoluzione di alcuni enigmi comporta dei paradossi temporali.
- Nel videogioco Fuga da Monkey Island  della LucasArts, nella "Palude del tempo", è presente un breve enigma da risolvere con un certo criterio ed ordine evitando la generazione di un paradosso temporale.
- Anche in Soul Reaver 2 della Crystal Dynamics, il protagonista a caccia del suo passato con la macchina tessitrice del tempo, lo porta a uccidere il suo AlterEgo provocando un paradosso temporale.
- In Time Shift della Sierra, uno scienziato deve fermare un potente tiranno grazie all'utilizzo di una tuta speciale che permette di alterare il flusso temporale. L'utilizzo del potere di questa tuta viene però inibito se questo genera un paradosso.
- In Metal Gear Solid 3: Snake Eater, ambientato prima degli eventi dei giochi Metal Gear Solid 1 e 2, se Snake muore, dopo la scritta "Snake is Dead", comparirà "Time Paradox" ovvero "paradosso temporale". Uccidendo Ocelot, con la scritta "Ocelot is dead", o Eva, si sentiranno frasi come quella pronunciata dalla voce del colonnello Roy Campbell: "Snake! non puoi farlo! Hai creato un paradosso temporale!"
- In Portal 2 il giocatore, nelle profondità della vecchia Aperture, si troverà davanti alla porta di una camera da test basata sui viaggi del tempo, però non vi sarà possibile accederci, poiché barricata con delle assi. Sempre davanti a quella porta, vi sono dei poster che informano il giocatore di non avvertire il se stesso del passato su informazioni riguardanti il test e di ignorare il se stesso del futuro sul suddetto test. Inoltre, nei messaggi preregistrati del CEO Cave Johnson, informa il giocatore di non guardare negli occhi il proprio duplicato temporale, in quanto distruggerebbe l'intero continuum spazio-temporale, avanti e indietro.
- la trilogia dei videogiochi per pc di the journeyman project, the journeyman project 1: pegasus prime, the journeyman project 2: buried in time e  the journeyman project 3: il retaggio del tempo dove cè il protagonista l'Agente 5 dell'agenzia di sicurezza temporale GAGE BLACKWOOD, interpretato dall'attore Jerry Rector, che viaggia nel tempo in un viaggio indietro nel tempo toccando mete come Atlantide, El Doraldo, Shangrila e altri posti della storia. E va ricordato anche la presenza degli alieni.